# Virenium
 (janvier 2022).
Si vous disposez d'ouvrages ou d'articles de référence ou si vous connaissez des sites web de qualité traitant du thème abordé ici, merci de compléter l'article en donnant les références utiles à sa vérifiabilité et en les liant à la section « Notes et références ».

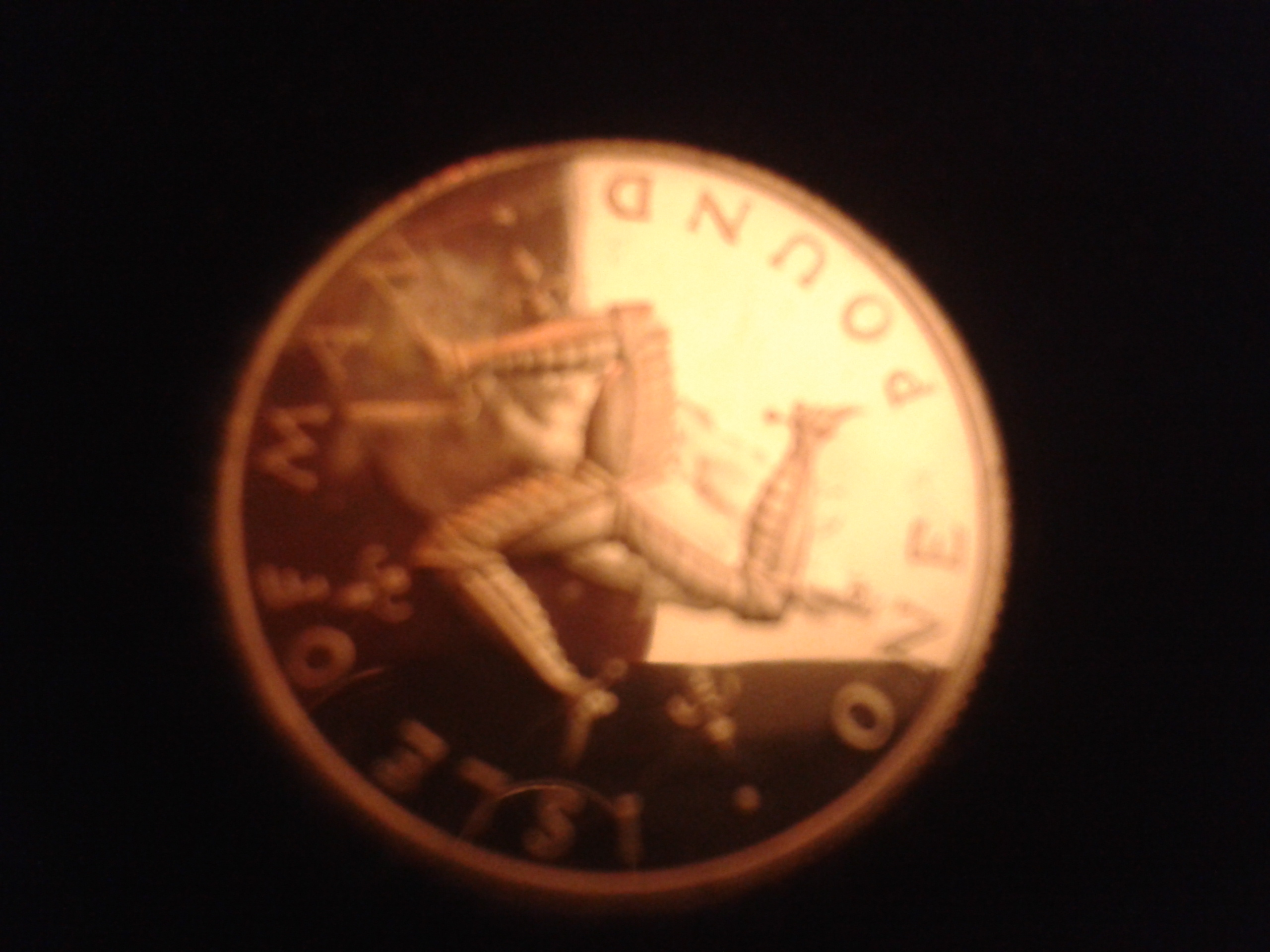
Pièce de 1 livre de l'île de Man en virenium, frappée entre 1978 et 1982.

Le virenium est un alliage  métallique composé a 81 % de cuivre, 10 % de zinc et à 9 % de nickel, à l'aspect argenté, principalement utilisé pour faire des pièces de monnaie.
La société britannique Pobjoy Mint (en) a été la première à produire des monnaies à partir de cet alliage à la fin des années 1970.